# 필라투스 철도
필라투스 철도(독일어: Pilatusbahn, PB)는 스위스의 산악 철도로 세계에서 가장 가파른 랙 철도로 최대 경사도가 48%, 평균 경사가 35%이다. 이 노선은 알프나흐 호수의 알프나흐슈타트에서 해발 2,073m의 필라투스 정상 부근의 종점까지 이어지며, 이 철도는 옵발덴주에서 가장 높고 스위스 중부에서 푸르카선 다음으로 두 번째로 높은 철도이다. 알프나흐슈타트에서 필라투스 철도는 루체른 호수의 증기선과 첸트랄반의 브뤼닉선의 기차와 연결된다.

## 역사
노선을 구축하는 첫 번째 프로젝트는 1873년에 1,435mm 표준궤 및 25% 최대기울기로 제안되었다. 이 프로젝트는 경제적으로 실행 가능하지 않다고 결론지었다. 실무 경험이 풍부한 엔지니어 에뒤아르 로처(Eduard Locher)는 최대 경사도를 48%로 높여 거리를 절반으로 줄이는 대안 프로젝트를 제안했다. 기존 시스템은 그 당시에는 위에서 랙으로 눌려진 톱니바퀴가 더 높은 기울기에서 랙과의 맞물림에서 튀어나와 열차의 주행 및 제동력을 제거할 수 있기 때문에 그러한 기울기를 협상할 수 없었다. 대신 로처는 랙 톱니가 양쪽을 향하도록 두 레일 사이에 수평 이중 랙을 배치했다. 이것은 차 아래의 수직 샤프트에 장착된 두 개의 플랜지형 톱니바퀴에 의해 결합되었다.
이 설계는 톱니바퀴가 랙에서 나올 가능성을 제거하고 해당 지역에서 흔히 볼 수 있는 심한 측풍에서도 차량이 전복되는 것을 방지했다. 이 시스템은 바퀴에 플랜지가 없어도 차량을 안내할 수 있었다. 실제로 필라투스의 첫 번째 차량에는 바퀴에 플랜지가 없었지만, 나중에 유지 관리 중에 랙 레일 없이 트랙을 통해 차량을 이동할 수 있도록 추가되었다. 이 라인은 1889년 6월 4일 증기 견인을 사용하여 개통되었으며, 1937년 5월 15일에 1,650V DC의 오버헤드 전기 공급을 사용하여 전철화되었다. 이 노선은 1937년형 객차와 함께 여전히 운영되고 있다.
정부는 노선 건설에 보조금을 제공하지 않았다. 로처는 철도 건설을 위해 자신의 회사인 로처 시스템(Locher Systems)을 설립했다. 철도는 전적으로 민간 자본으로 건설되었으며, 평생 동안 재정적으로 생존할 수 있었다.
필라투스 철도는 2001년 미국 기계공학회(American Society of Mechanical Engineers )에 의해 역사적인 기계 공학 랜드마크로 지정되었다.

## 운행
이 노선은 길이가 4.6km이고 수직 거리가 1,629m이고 800mm 궤간이다. 랙 시스템으로 인해 노선에는 기존의 포인트나 스위치가 없고, 회전식 스위치와 트래버가 있다. 모든 레일은 단단한 암석 위에 놓여 있으며, 밸러스트를 사용하지 않고 암석에 부착된 고강도 철제 타이로 레일을 고정한다.
이 노선은 현재 100년이 넘은 오리지널 랙 레일을 여전히 사용한다. 마모되었지만 레일을 뒤집어서 다음 세기에도 사용할 수 있는 새로운 마모 표면을 제공함으로써 이 문제를 해결할 수 있다는 것을 발견했다. 차량의 전기 모터는 하강 시 차량을 제동하는 발전기로 사용되지만, 이 전기는 재사용되지않고, 저항 그리드를 통해 열로 흩어진다. 원래 증기 기관은 동적 제동을 제공하는 압축기로 사용되었다. 마찰 브레이크만 사용하는 것은 가파른 경사면에서 실용적이지 않기 때문이다.
노선은 5월부터 10월까지 계절에 따라 운영된다. 반대편에서 접근하는 케이블카는 짧은 정비 기간을 제외하고는 연중 운행된다.

## 갤러리

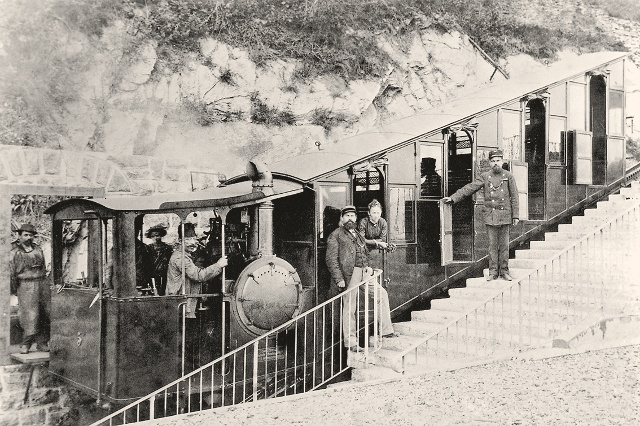
1889년 6월 4일 출행 준비를 완료한 차량
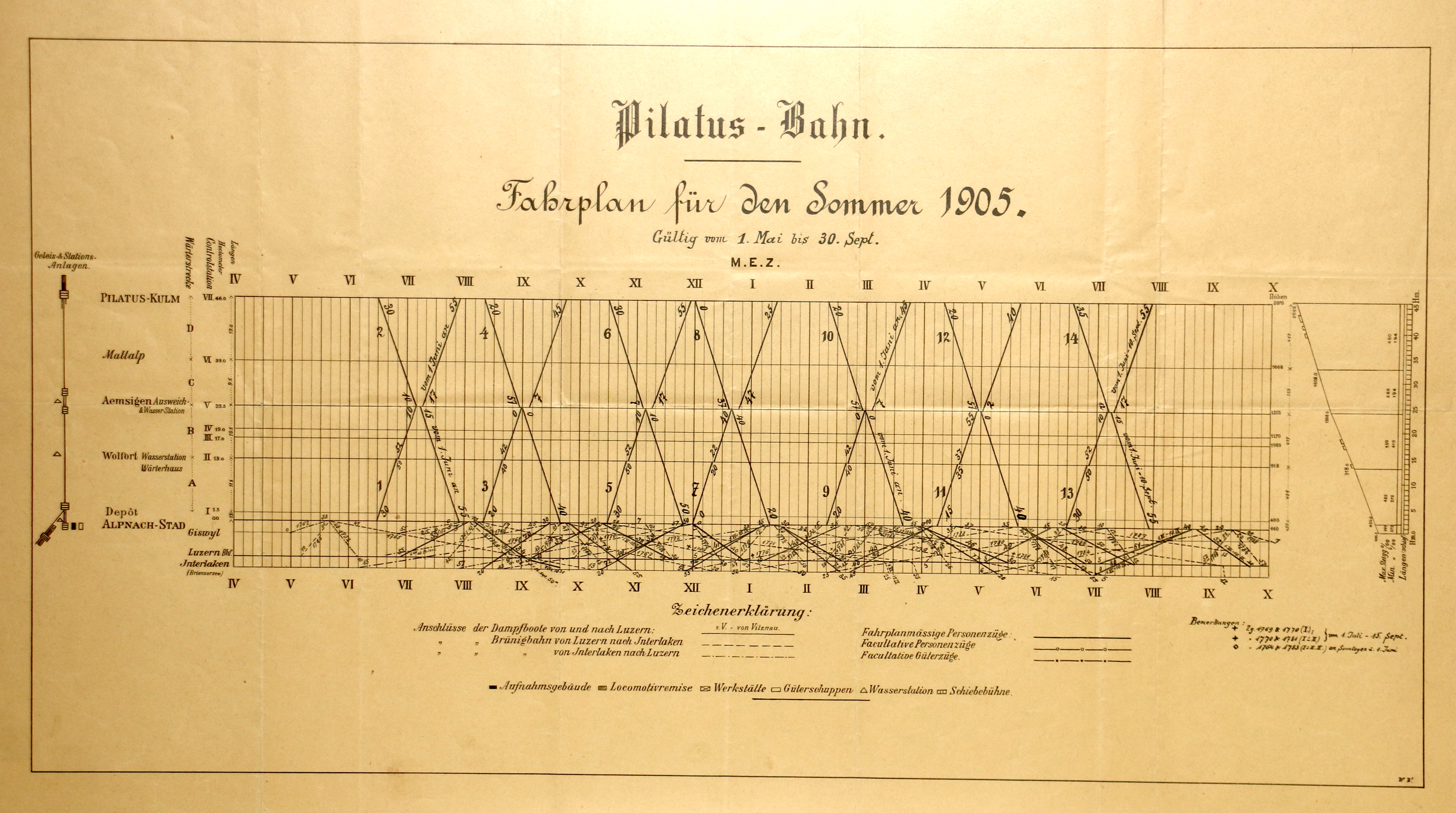
1905년 필라투스 철도 시간표
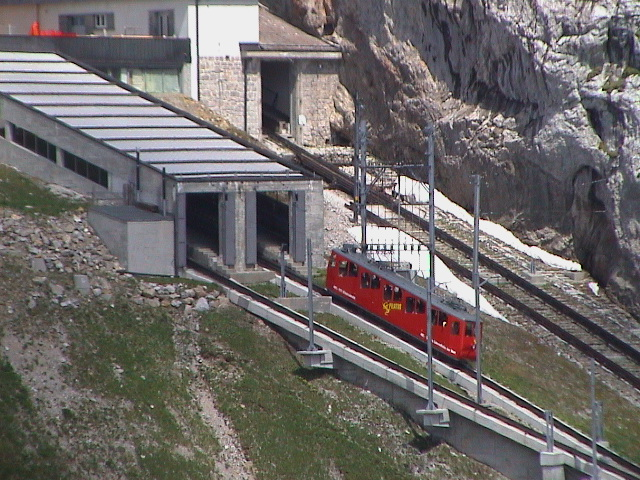
정상역 레일 차량
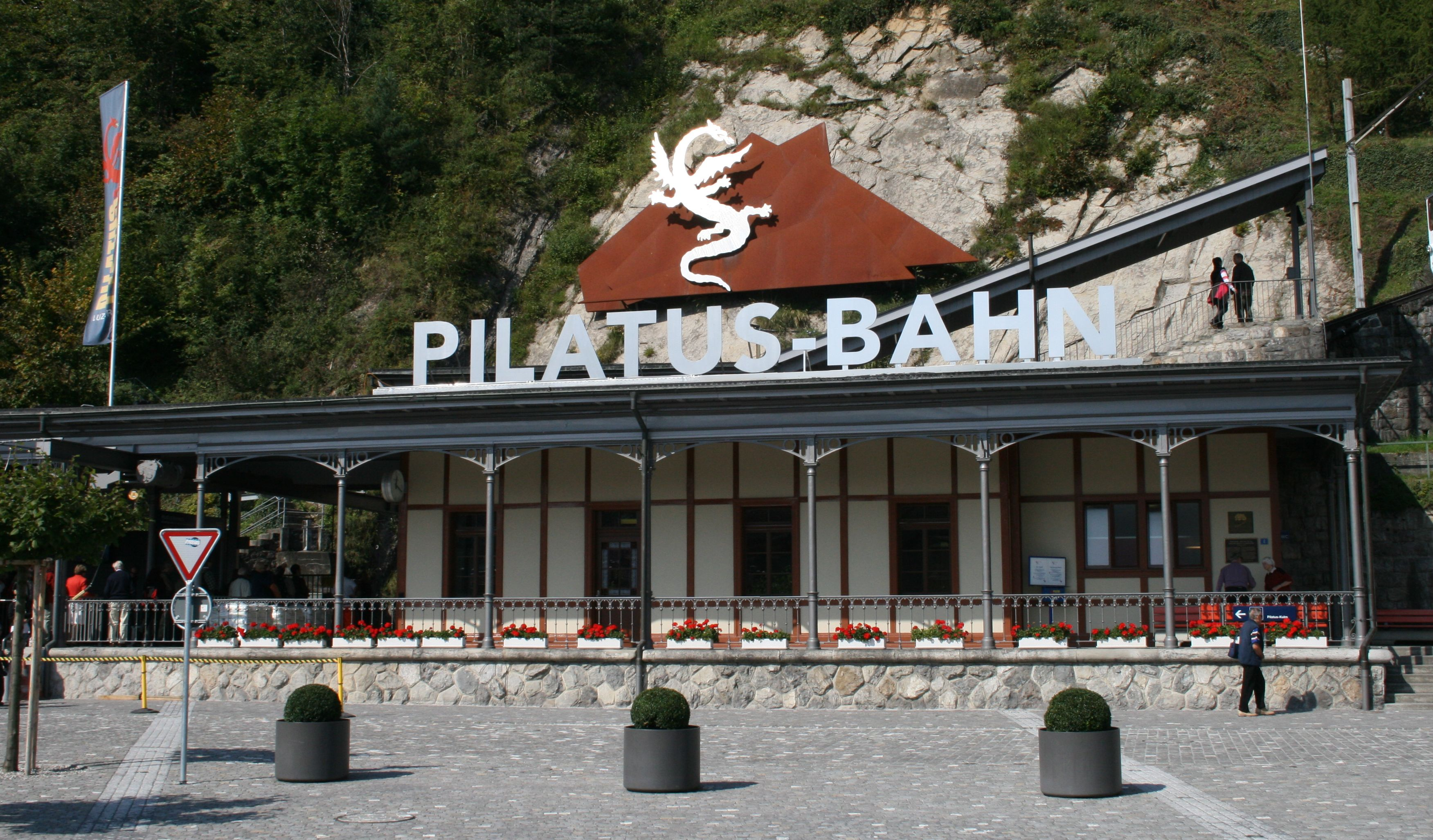
알프나흐슈타트역, 건물 뒤편 승강장의 경사를 유의
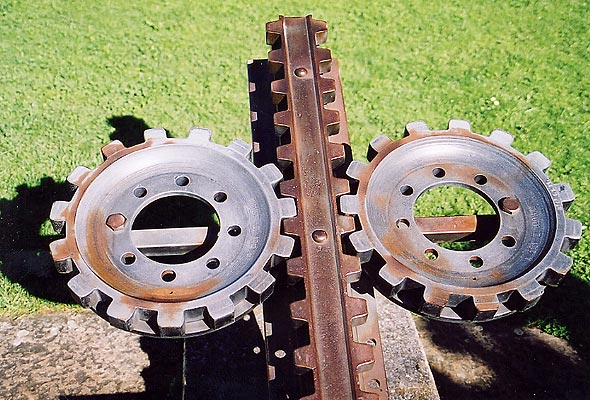
The [[Rack railway#Locher (1889)|로처 시스템 랙과 톱니바퀴
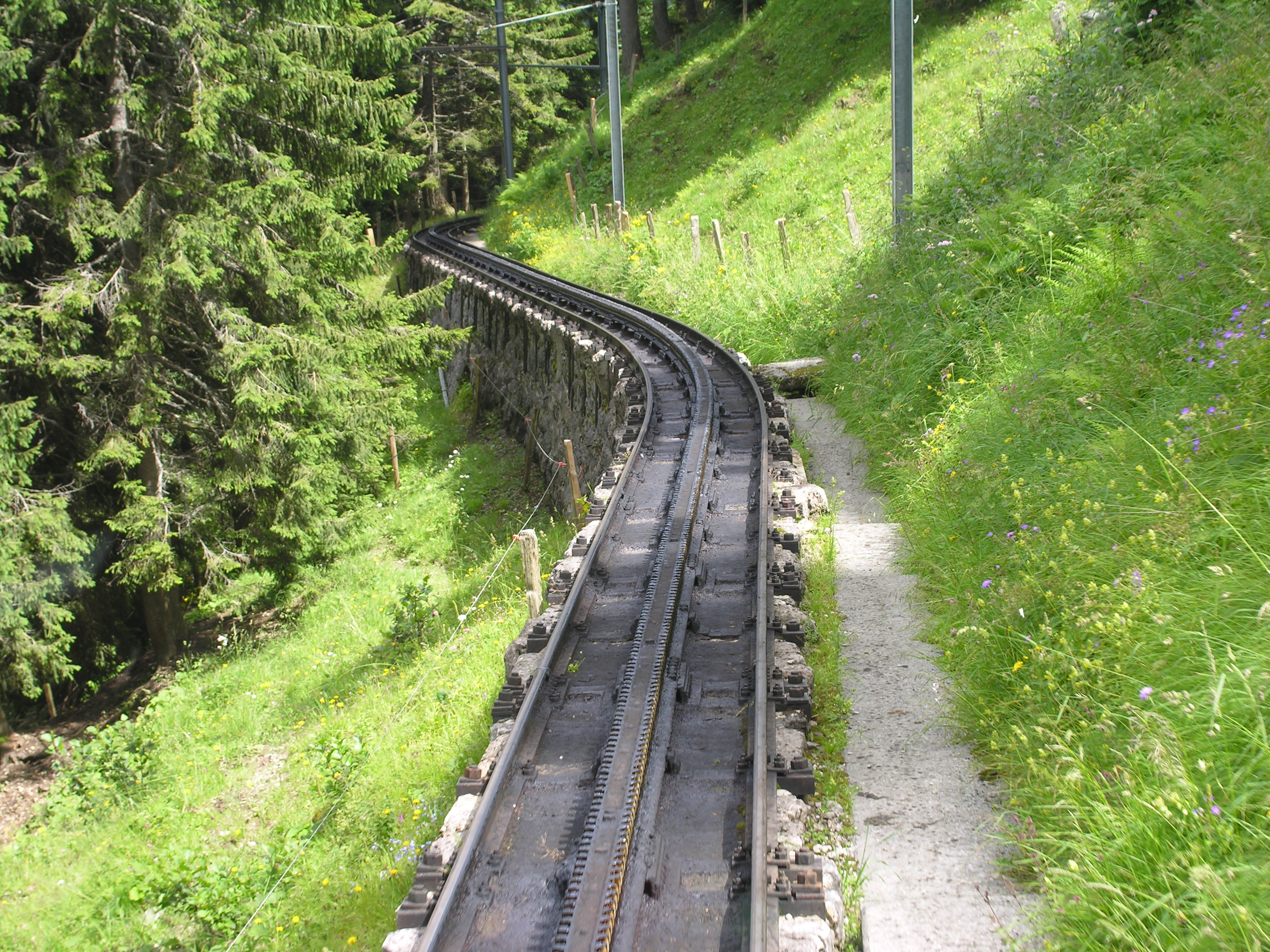
선로가 밸러스트 없이 놓여 있다.
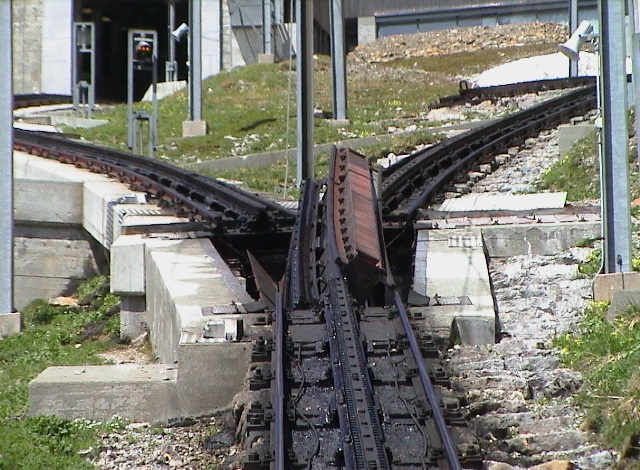
세로 축을 중심으로 회전하는 교량으로 구성된 분기기
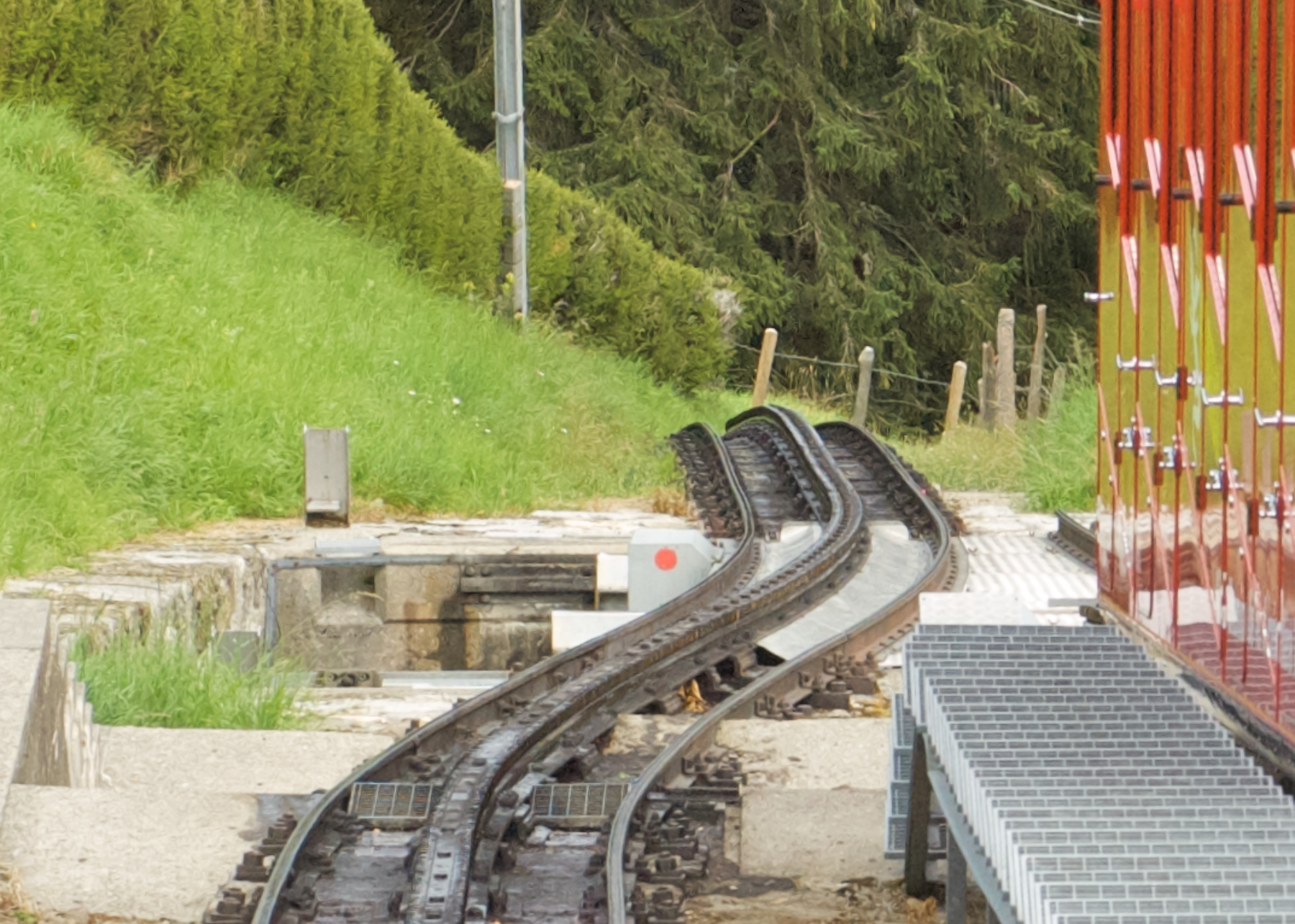
필라투스 철도 회전 스위치
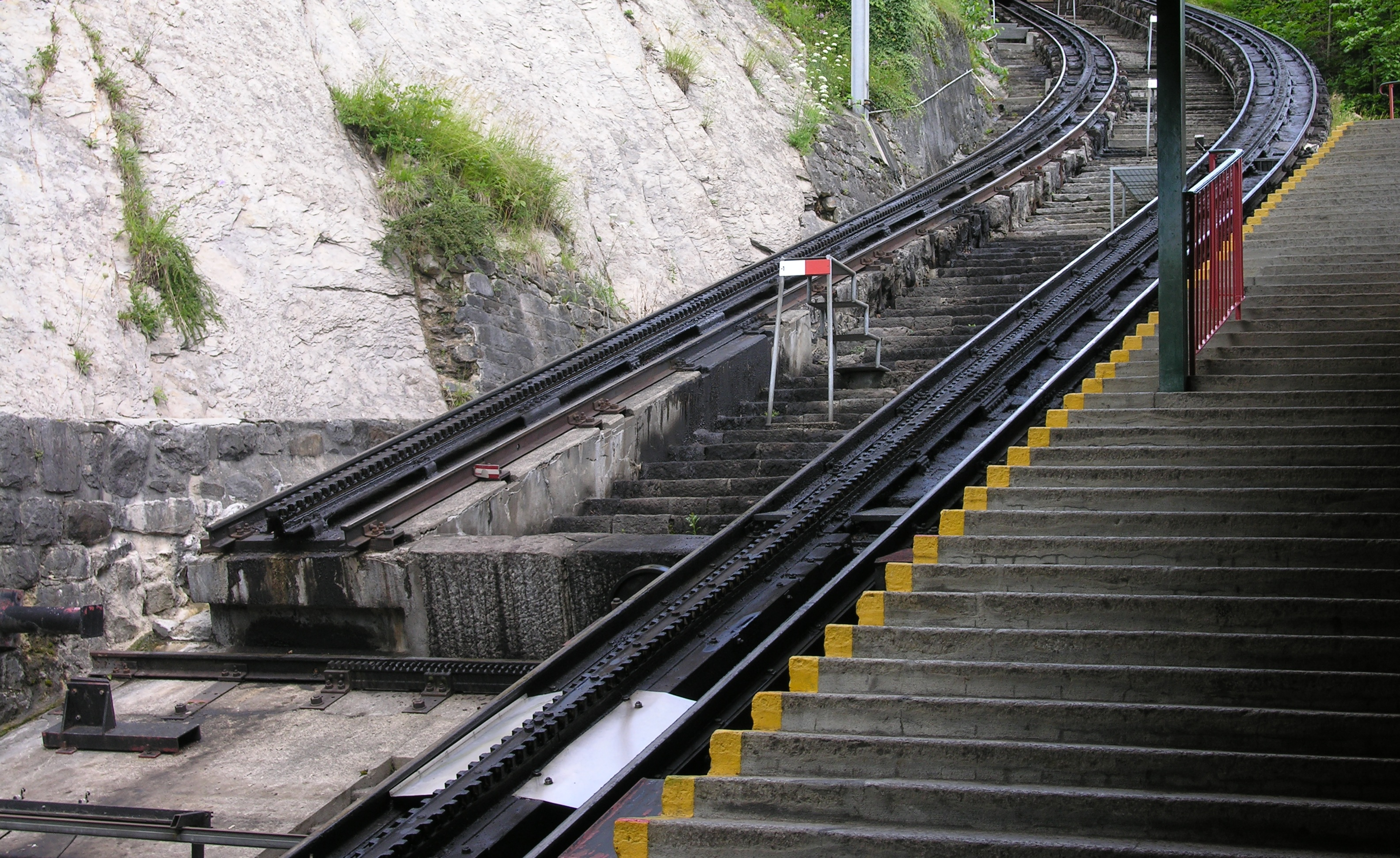
필라투스 철도의 2열 환승 테이블, 한쪽 가장자리는 승강장 역할도 한다.

## 같이 보기
- 스위스의 철도